# Bargarh
Bargarh es una ciudad y  municipio situada en el distrito de Bargarh en el estado de Odisha (India). Su población es de 80625 habitantes (2011). Se encuentra a 288 km de Bhubaneswar.

## Demografía
Según el censo de 2011 la población de Bargarh era de 80625 habitantes, de los cuales 41418 eran hombres y 39207 eran mujeres. Bargarh tiene una tasa media de alfabetización del 88,39%, superior a la media estatal del 72,87%: la alfabetización masculina es del 93,07%, y la alfabetización femenina del 83,45%.